# Barbara Boncompagni
Barbara Boncompagni (Roma, 26 marzo 1963) è una cantante e autrice televisiva italiana.

## Biografia
Figlia di Gianni Boncompagni e di una donna svedese che li abbandonerà quando lei ha quattro anni, debutta in televisione nel 1980 nella trasmissione del padre Drim, di cui canta la sigla Con i piedi all'insù, pubblicata come singolo.. Nel 1982 canta la sigla di un altro programma del padre, Tre x tre, intitolata Colpo di fulmine, anche questa pubblicata come singolo, con una cover del brano Cuore matto di Little Tony come b-side. Partecipa al Festival di Sanremo 1983 con la canzone Notte e giorno. Nel 1985 incide il singolo Sogni Proibiti, che sarà l'ultimo pubblicato. Nello stesso anno conduce su Rai 1 Clap Clap, programma riservato alle nuove giovani proposte musicali italiane.
Nella stagione televisiva 1993-1994 è una delle vocalist di Non è la Rai, ennesimo programma ideato da suo padre, prestando la voce a numerose ragazze, cantando : Don't Stop 'Til You Get Enough - nella seconda edizione del programma - e Sì viaggiare, Dove sta Zazà?, Eulalia Torricelli, I've Been Loving You Too Long, Mr. Big Stuff (con Beatrice Magnanensi), In the Midnight Hour (con Beatrice Magnanensi), Papa oom mow mow (con Tania Savoca) e Vengo anch'io (con Tania Savoca)- nella terza edizione del programma. Dal 1988 lavora anche come autrice televisiva. Per Magnolia ha ideato ed è autrice di programmi per RAI, tra cui La posta del cuore (Rai 1), per Sky e per altre emittenti, tra cui Paint Your Life in onda su Real Time, condotto da Barbara Gulienetti.

### Vita privata
È sposata e ha due figli, Mattia e Brando.

## Discografia

### Lp
- 1976 - ‘’ Barbara canta Disney’’ (Disneyland Record, DQS - 1301)

### Singoli
- 1981 - Con i piedi all'insù/Con i piedi all'insù (strumentale) (Fonit Cetra, SP-1748)
- 1982 - Colpo di fulmine/Cuore matto (Polydor, 2060-255)
- 1983 - Notte e giorno/Sono matta (Ricordi, SRL 10976)
- 1985 - Sogni proibiti/Amanti (Muvicom)

### Partecipazioni
- 1993 - Non è la Rai sTREnna (con le canzoni Papa-Oom-Mow-Mow e Mr. Big Stuff)[5][6]
- 1994 - Non è la Rai estate (con la canzone I've Been Lovin' You Too Long)[7]